# Squadra brasiliana di Fed Cup
La squadra brasiliana di Fed Cup rappresenta il Brasile nella Fed Cup, ed è posta sotto l'egida della Confederação Brasileira de Tênis.
Essa partecipa alla competizione dal 1965 e il suo miglior risultato sono i quarti di finale raggiunti nel 1982.

## Risultati
| = Incontro del Gruppo Mondiale |

### 2010-2019
| Anno | Turno                         | Data         | Sede                  | Avversario | Punteggio | Esito     |
| ---- | ----------------------------- | ------------ | --------------------- | ---------- | --------- | --------- |
| 2010 | Gruppo I, Fase a gironi       | 3 febbraio   | Lambaré (PRY)         | Porto Rico | 3 – 0     | Vittoria  |
| 2010 | Gruppo I, Fase a gironi       | 4 febbraio   | Lambaré (PRY)         | Cuba       | 3 – 0     | Vittoria  |
| 2010 | Gruppo I, Fase a gironi       | 5 febbraio   | Lambaré (PRY)         | Canada     | 1 – 2     | Sconfitta |
| 2010 | Gruppo I, Playoff 3º-4º posto | 6 febbraio   | Lambaré (PRY)         | Paraguay   | 0 – 2     | Sconfitta |
| 2011 | Gruppo I, Fase a gironi       | 2 febbraio   | Buenos Aires (ARG)    | Cile       | 2 – 1     | Vittoria  |
| 2011 | Gruppo I, Fase a gironi       | 3 febbraio   | Buenos Aires (ARG)    | Messico    | 3 – 0     | Vittoria  |
| 2011 | Gruppo I, Fase a gironi       | 4 febbraio   | Buenos Aires (ARG)    | Colombia   | 1 – 2     | Sconfitta |
| 2011 | Gruppo I, Playoff 3º-4º posto | 5 febbraio   | Buenos Aires (ARG)    | Perù       | 2 – 1     | Vittoria  |
| 2012 | Gruppo I, Fase a gironi       | 31 gennaio   | Curitiba (BRA)        | Paraguay   | 1 – 2     | Sconfitta |
| 2012 | Gruppo I, Fase a gironi       | 1º febbraio  | Curitiba (BRA)        | Venezuela  | 2 – 1     | Vittoria  |
| 2012 | Gruppo I, Fase a gironi       | 2 febbraio   | Curitiba (BRA)        | Bolivia    | 3 – 0     | Vittoria  |
| 2012 | Gruppo I, Fase a gironi       | 3 febbraio   | Curitiba (BRA)        | Colombia   | 1 – 2     | Sconfitta |
| 2013 | Gruppo I, Fase a gironi       | 6 febbraio   | Medellín (COL)        | Cile       | 3 – 0     | Vittoria  |
| 2013 | Gruppo I, Fase a gironi       | 7 febbraio   | Medellín (COL)        | Messico    | 3 – 0     | Vittoria  |
| 2013 | Gruppo I, Fase a gironi       | 8 febbraio   | Medellín (COL)        | Paraguay   | 2 – 0     | Vittoria  |
| 2013 | Gruppo I, Playoff             | 9 febbraio   | Medellín (COL)        | Canada     | 1 – 2     | Sconfitta |
| 2014 | Gruppo I, Fase a gironi       | 5 febbraio   | Lambaré (PRY)         | Ecuador    | 3 – 0     | Vittoria  |
| 2014 | Gruppo I, Fase a gironi       | 6 febbraio   | Lambaré (PRY)         | Bahamas    | 3 – 0     | Vittoria  |
| 2014 | Gruppo I, Fase a gironi       | 7 febbraio   | Lambaré (PRY)         | Colombia   | 2 – 0     | Vittoria  |
| 2014 | Gruppo I, Playoff             | 8 febbraio   | Lambaré (PRY)         | Paraguay   | 2 – 0     | Vittoria  |
| 2014 | Spareggi Gruppo Mondiale II   | 19-20 aprile | Catanduva (BRA)       | Svizzera   | 1 – 4     | Sconfitta |
| 2015 | Gruppo I, Fase a gironi       | 5 febbraio   | San Luis Potosí (MEX) | Cile       | 3 – 0     | Vittoria  |
| 2015 | Gruppo I, Fase a gironi       | 6 febbraio   | San Luis Potosí (MEX) | Colombia   | 2 – 1     | Vittoria  |
| 2015 | Gruppo I, Playoff             | 7 febbraio   | San Luis Potosí (MEX) | Paraguay   | 1 – 2     | Sconfitta |